# Brotopia
Brotopia: Breaking Up the Boys' Club of Silicon Valley é um livro de não ficção de 2018 de Emily Chang. É seu livro de estreia e foi publicado em 6 de fevereiro de 2018 pela Portfolio, uma divisão da Penguin Random House. O livro investiga e examina o sexismo e a desigualdade de gênero na indústria de tecnologia do Vale do Silício. Foi um best-seller nacional instantâneo e recebeu atenção significativa da mídia e elogios da crítica.

## Contexto
Chang analisou mais de duzentas entrevistas que realizou em toda a indústria de tecnologia. Algumas das entrevistas foram de seu trabalho na Bloomberg, mas a maioria foi original e conduzida para os fins do livro.

## Publicação e promoção
A Vanity Fair publicou um trecho do livro em sua edição de janeiro de 2018 intitulada ""Oh My God, This Is So F---ed Up": Inside Silicon Valley’s Secretive, Orgiastic Dark Side". A Bloomberg Businessweek publicou um trecho em fevereiro de 2018 intitulado "Women Once Ruled the Computer World. When Did Silicon Valley Become Brotopia?".
Brotopia foi publicado em 6 de fevereiro de 2018 pela Portfolio, uma divisão da Penguin Random House.
A cobertura do livro foi publicada no The New York Times, The New York Times Book Review, San Francisco Chronicle, Financial Times, TechCrunch e The Verge.
Chang apareceu no Morning Joe, Good Morning America, CBS This Morning e Marketplace para discutir o livro.
O clube do livro "Now Read This", do PBS Newshour-New York Times, selecionou Brotopia como seu clube do livro de abril de 2019. Chang apareceu no PBS Newshour em 30 de abril de 2019 e respondeu a perguntas dos telespectadores sobre o livro.

## Recepção
A Kirkus Reviews referiu-se ao livro como "uma análise importante e completa" do Vale do Silício, escrevendo: "O escrutínio de Chang abre uma ampla porta, permitindo que novas ideias sobre uma indústria contaminada circulem e gerem discussões".
O livro foi listado para o Financial Times Business Book of the Year 2018 e o 2018 800-CEO-Read Business Books Awards e foi nomeado um dos Melhores Livros do Ano da Amazon, Melhores Livros de Tecnologia de 2018, da TechCrunch, e Melhores Livros de 2018, do Financial Times.